# Новбаран
Новбаран (перс. نوبران, також романізоване як Nowbarān і Nūbarān) — місто та столиця округу Новбаран, в окрузі Саве, провінції Марказі, Іран. За даними перепису 2006 року, його населення становило 1931 особу у складі 577 сімей.